# Xylofagu
Xylofagu (en griego: Ξυλοφάγου, localmente pronunciado [ksilofau]) es una ciudad greco-chipriota en expansión que se encuentra cerca de la autopista A3 entre Dekelia y Paralimni/Ayía Napa. Está situada en el flanco norte de una colina, en el límite de una zona que reúne un grupo de varios pueblos similares conocidos como Kokkinochoria (zona de tierra roja), dedicados al cultivo de hortalizas, especialmente las patatas. La mayor parte del pueblo se encuentra en el Distrito de Lárnaca.

## Etimología
Hay dos versiones sobre el nombre del pueblo. La primera cuenta que a esta zona marítima se la conoce desde la antigüedad por los naufragios que causaba. Era el lugar que "se comía los barcos de madera" o Xylofagu en griego.
La segunda versión, que es la más frecuente, cuenta que el pueblo estaba rodeado por un denso bosque. Una vez, apareció un insecto, con apariencia de gusano, que devoró los brotes tiernos de los árboles y los destruyó. Los habitantes llamaron al gusano "xylofaon". Con el tiempo prevalecería dando al pueblo el nombre de Xylofagu.

## Geografía

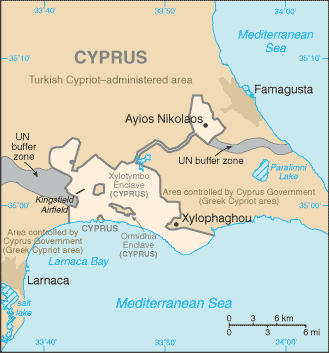
Mapa de la base británica de Akrotiri, con la localidad de Xilofagu en el límite

Las playas de Xylofagu se extienden a lo largo de diez kilómetros. A partir de la zona de Pervolas, hay un área con hermosas playas de arena que están llenas de lugareños y visitantes extranjeros durante el verano. Nadar, tomar el sol y pescar son algunas de las actividades que se pueden practicar. Cerca de las playas se encuentra la iglesia de Santa María (Panagias). La iglesia está construida en una zona rocosa rodeada de un área ajardinada, cerca del mar. Después de la iglesia de Panagias, los visitantes encuentran el cabo Pyla.
La costa de Xylofagu es rocosa y se encuentra dentro de una base británica no teniendo infraestructura turística (o un desarrollo relativo). Allí está el cabo Pyla y una torre de vigilancia medieval. La red de carreteras puede ser muy pobre. La mitad oriental de la costa es bastante baja y hay una piscifactoria y al oeste, afortunadamente lejos de la costa, hay una cantera. Hay un gran número de cuevas, a muchas de las cuales solo se pueden acceder a través de los acantilados. Hay estalactitas en al menos una de las cuevas (la entrada de la cual se ha cerrado para protegerla). Una de las cuevas tiene dos entradas y se puede atravesar con motos de agua (probablemente muy difícil de hacer con otro tipo de embarcación). También hay cuevas con entrada por debajo de la superficie del agua.

## Historia
Una prueba de la existencia de que este lugar estaba habitado durante la Edad Media es la construcción de una torre de vigilancia (Pyrgos) en lo alto de la colina situada en el área sur. Otra prueba de que hubo población aquí al menos en los años del gobierno franco y luego del veneciano es que en un mapa publicado en 1573 en Amberes por Abraham Ortelius, exactamente en el lugar donde hoy se encuentra Xylofagu, hay un pueblo con el nombre de Filofuo. Como muchas aldeas están marcadas con nombres erróneos en los mapas de aquella época, se puede asumir que Filofuo es el nombre erróneo del Xylofagu actual.
Luigi Palma di Cesnola, Embajador de los Estados Unidos en Chipre, en 1870 tenía el permiso del sultán para excavar en cualquier lugar de la isla. En su empeño por descubrir la antigua ciudad de "Tronos", que Estrabón (geógrafo, filósofo e historiador griego, 23 a. C.-64 d. C.) describió, exploró esta región creyendo en un principio que estaba cerca del Cabo Pyla. Pero las excavaciones no encontraron ninguna señal que indicara la existencia de la antigua ciudad. El único hallazgo fueron profundas marcas de las ruedas de carros de la época romana.

### Monumentos históricos
En el punto más alto de la colina hay una gran torre de vigilancia construida antes del reinado de la Casa de Lusignan. La circunferencia en la base mide 26 metros y la altura actual es de 6,8 metros. Desde el aire se distinguen las marcas de la entrada. La parte más baja de la torre media en torno a los 5 metros por donde se entraba subiendo por una escalera.
Durante la Segunda Guerra Mundial, la torre fue utilizada por los británicos como un observatorio para la localización de los barcos, submarinos y aviones enemigos.
Cerca de Xylofagu está la Cueva de los 40 Mártires. El acantilado donde se encuentra la cueva mide unos 40 metros de altura y la entrada está a unos 12 metros sobre el nivel del mar. Cualquier intento de entrar en la cueva se considera muy peligroso y definitivamente no es recomendable una visita. En el suelo de la cueva se encuentran huesos fosilizados y todavía no está claro si son humanos o pertenecen a animales extintos. Según la tradición es aquí donde 40 mártires de la ortodoxia vivieron y fueron enterrados, ya sea usando la cueva como una catacumba durante los primeros años del cristianismo o como refugio durante los años oscuros de la ocupación otomana de la isla.

## Economía
El pueblo está prosperando y creciendo de manera exponencial debido a la gran cantidad de proyectos de construcción que tienen lugar en el centro y en las afueras y hay pocos indicios de que el Ayuntamiento de la localidad esté frenando este rápido desarrollo de alguna manera, Urbanismo aparentemente lo dejó a los caprichos de las leyes del mercado. No obstante, tanto la propiedad como los negocios privados están muy solicitados y no se quedan vacíos por mucho tiempo.